# Пясецкий, Максим Павлович
Максим Павлович Пясецкий (укр. Максим Павлович П'ясецький; 4 апреля 1991, Зарудинцы — 20 марта 2022, Каменка) — украинский военнослужащий, младший сержант, участник российско-украинской войны. Герой Украины (2024, посмертно).

## Биография
Максим Пясецкий родился 4 апреля 1991 года в селе Зарудинцы Житомирской области.
С начала войны на востоке Украины участвовал в АТО и ООС в составе 95-й отдельной десантно-штурмовой бригады.
С началом полномасштабного российского вторжения в Украину был призван по мобилизации. В 2022 году вместе с подразделением более 40 дней удерживал оборону позиций в Каменке Харьковской области.
Погиб 20 марта 2022 года вблизи Каменки Харьковской области в ходе отражения атаки танков противника.
Похоронен в родном селе.

## Награды
- Звание «Герой Украины» с удостоением ордена «Золотая Звезда» (21 ноября 2024, посмертно) — за личное мужество и героизм, проявленные в защите государственного суверенитета и территориальной целостности Украины, верность военной присяге[4].
- Орден «За мужество» III степени (7 мая 2022, посмертно) — за личное мужество и самоотверженные действия, проявленные в защите государственного суверенитета и территориальной целостности Украины, верность военной присяге[5].